# Рашфорд (Нью-Йорк)
Рашфорд (англ. Rushford) — місто (англ. town) в США, в окрузі Аллегені штату Нью-Йорк. Населення — 1079 осіб (2020).

## Демографія
Згідно з переписом 2010 року, у місті мешкало 1150 осіб у 492 домогосподарствах у складі 328 родин. Було 1361 помешкання
Расовий склад населення:
| - 98,3 % — білих - 0,6 % — азіатів - 0,3 % — чорних або афроамериканців - 0,1 % — корінних американців |

До двох чи більше рас належало 0,4 %. Частка іспаномовних становила 0,7 % від усіх жителів.
За віковим діапазоном населення розподілялося таким чином: 20,5 % — особи молодші 18 років, 59,0 % — особи у віці 18—64 років, 20,5 % — особи у віці 65 років та старші. Медіана віку мешканця становила 48,1 року. На 100 осіб жіночої статі у місті припадало 104,6 чоловіків;  на 100 жінок у віці від 18 років та старших — 101,3 чоловіків також старших 18 років.
Середній дохід на одне домашнє господарство  становив 57 700 доларів США (медіана — 44 531), а середній дохід на одну сім'ю — 69 165 доларів (медіана — 58 063). Медіана доходів становила 36 538 доларів для чоловіків та 31 333 долари для жінок. За межею бідності перебувало 11,3 % осіб, у тому числі 22,5 % дітей у віці до 18 років та 2,9 % осіб у віці 65 років та старших.
Цивільне працевлаштоване населення становило 470 осіб. Основні галузі зайнятості: освіта, охорона здоров'я та соціальна допомога — 27,2 %, виробництво — 21,3 %, мистецтво, розваги та відпочинок — 9,8 %, сільське господарство, лісництво, риболовля — 8,1 %.